# Vol Azerbaijan Airlines 8243
Le 25 décembre 2024, l'Embraer 190 assurant le vol Azerbaijan Airlines 8243, un vol international régulier d'Azerbaijan Airlines en provenance de Bakou, en Azerbaïdjan, s’est écrasé lors d'une manœuvre d'atterrissage d'urgence en dehors de l'aéroport, à 3 km de la ville d'Aktaou, au Kazakhstan, avec 62 passagers et 5 membres d'équipage à son bord. 
Après trois tentatives infructueuses d'atterrissage à sa destination initiale, Grozny (Russie), par visibilité réduite, l’avion s'était dérouté vers l’aéroport d'Aktaou, traversant la mer Caspienne d'ouest en est. Après une perte de communication avec l'appareil à 6 h 28 UTC, l’avion s’est écrasé vers 6 h 30 UTC sur la côte de Saiyn, à quelques kilomètres de l’aéroport.
Sur les 67 occupants de l'appareil, 38 sont décédées dans l'accident, dont les deux pilotes et un agent de bord, tandis que 29 personnes ont survécu avec des blessures diverses.

## Avion
L'aéronef impliqué est un Embraer 190-AR fabriqué en 2013 à São José dos Campos au Brésil. Il est équipé de deux moteurs General Electric CF34. Il est livré à Azerbaijan Airlines le 22 juillet 2013. Il a été en opération dans la filiale low-cost de la compagnie, Buta Airways,  à partir du 21 octobre 2017, avant de retrouver les couleurs d'Azerbaijan Airlines le 9 octobre 2023.
Au moment de l'accident, l'appareil cumulait 15 257,22 heures de vol et 9 949 cycles.

## Passagers
Le vol 8243 d'Azerbaïdjan Airlines a à son bord 62 passagers et 5 membres d'équipage de plusieurs nationalités.
| Nationalité  | Passagers | Membres d'équipage | Survivants | Total |
| ------------ | --------- | ------------------ | ---------- | ----- |
| Azerbaïdjan  | 37        | 5                  | 17         | 42    |
| Russie       | 16        | 0                  | 9          | 16    |
| Kazakhstan   | 6         | 0                  | 0          | 6     |
| Kirghizistan | 3         | 0                  | 3          | 3     |
| Total        | 62        | 5                  | 29         | 67    |

## Déroulement
L'avion décolle de l'aéroport international de Bakou à 7 h 55, heure de l'Azerbaïdjan (UTC+04:00), pour un vol à destination de l'aéroport de Grozny. Selon le service de suivi des vols Flightradar24, pour des raisons inconnues, l'avion est « exposé à un fort brouillage et à des leurres GPS » pendant qu'il vole en direction de Grozny. L'appareil est dérouté vers l'aéroport Oytach de Makhatchkala au Daghestan, en Russie, en raison du brouillard à Grozny, après avoir tenté d'atterrir trois fois dans la capitale tchétchène ; les passagers auraient alors entendu « une explosion suivie de ce qui ressemblait à des shrapnels frappant l'appareil et perçant le fuselage ». L'avion est en vol à environ 30 000 pieds (9 144 m) lorsqu'il disparaît des écrans radar à 8 h 40 heure locale (4 h 40 UTC), avant de réapparaître de l'autre côté de la mer Caspienne au large des côtes du Kazakhstan vers 10 h 7 heure locale (6 h 7 UTC).
L'équipage envoie un signal de détresse en entrant le code 7700 sur son transpondeur à 9 h 35, heure du Kazakhstan (UTC+05:00), et rapporte une défaillance du système de contrôle. À 9 h 49, les pilotes demandent un atterrissage d'urgence à l'aéroport international d'Aktaou, au Kazakhstan, et tentent de le faire en loi directe. L'avion réapparaît alors sur les radars à 10 h 7, volant au-dessus de la mer Caspienne en direction d'Aktaou, mais écarté significativement de sa trajectoire habituelle, à des centaines de kilomètres à l'est de sa destination d'origine. 
Vers 10 h 28, l'appareil s'écrase au sol sur un terrain à la surface irrégulière. L'accident est filmé. Plusieurs éléments apparaissent dans des vidéos publiées dans les media. La météo et la visibilité semblent bonnes. Le train d'atterrissage est déployé. L'appareil ne décroche pas et vole en ligne droite. En phase d'atterrissage, l'appareil tourne sur sa droite et une aile touche en premier. L'avion se retourne immédiatement tandis que la partie avant se disloque et prend feu. La partie arrière de l'appareil se retourne face au sol sans s'enflammer et sans déformation structurelle trop importante ; les passagers installés à l'arrière de l'avion figurent parmi les rescapés. Une autre vidéo montre que l'angle de descente est prononcé et que l'avion fonce à 45° vers le sol. 
Au soir du 25 décembre 2024, le nombre de victimes est évalué à 38, dont les pilotes, tandis que 29 personnes sont toujours hospitalisées.

## Enquête
L'aviation russe comme la compagnie aérienne Azerbaijan Airlines suggèrent d'abord que la demande d'atterrissage d'urgence et le crash sont dus à une collision avec un vol d'oiseaux, déclaration qui est retirée par la compagnie et mise en doute par les experts. Les photos de l'empennage montrent que les débris de la queue de l'avion sont criblés de petits trous,,. L'équipage signale un fort impact sur le fuselage. Plus tard, les services d'urgence kazakhs indiquent qu'une bouteille d'oxygène à bord pourrait avoir explosé,,. 
Le parquet général d'Azerbaïdjan ouvre une enquête sur l'accident et envoie des inspecteurs sur le site du crash au Kazakhstan. Il ne communique pas sur les premiers indices de l'enquête. Les deux boîtes noires sont retrouvées sur les lieux. Selon les autorités kazakhes, dix-sept experts participent aux investigations, notamment, deux Russes et des Brésiliens, Embraer étant un constructeur aéronautique brésilien. L'Organisation de l'aviation civile internationale doit également se joindre à l'enquête.
Le media russophone letton Meduza considère, sur base d'indications visuelles, que l'avion a été touché par la défense aérienne russe. Des spécialistes de l'aviation militaire dont l'ancien directeur du BEA confirment et estiment que les nombreux trous de shrapnel criblant l'empennage seraient dus à l'impact d'un missile antiaérien. Pour Libération, citant un commentaire d'Oliver Alexander sur le réseau social X, une collision avec des oiseaux aurait pu éventuellement cabosser la carlingue sans la perforer, son énergie étant insuffisante pour transpercer le fuselage. Iouri Podoliaka, blogueur[pertinence contestée] militaire russe fait part de la même interprétation. Les semaines précédant l'accident, plusieurs drones ukrainiens auraient été repérés en vol au-dessus de la Tchétchénie, et le matin même en Ingouchie et Ossétie du Nord. La défense antiaérienne russe pourrait avoir confondu l'avion avec l'un d'eux. 
Le lendemain du crash, le média pro-gouvernement azerbaïdjanais Caliber, citant des responsables anonymes du pays, indique que l'accident a été causé par le tir d'un système antiaérien russe Pantsir. L'information est reprise par le New York Times et l'agence Anadolu.
Cité dans Le Monde, Agil Rustamzade, un expert militaire azerbaïdjanais et ancien pilote de bombardier Su-24, pense reconnaître sans aucun doute les traces d'impacts venant d'un missile Pantsir. De plus, cet expert affirme qu'obliger l'avion à repasser par dessus la mer Caspienne au lieu de l’accueillir sur les deux aéroports russes voisins tend à accréditer l'hypothèse de la volonté de faire disparaître des preuves par une chute en mer.
Les premiers éléments de l'enquête azerbaïdjanaise vont dans le sens d'une frappe par un système de défense antiaérien russe Pantsir et d'un brouillage des communications militaire.
Le 24 janvier 2025, les médias azerbaïdjanais ont confirmé les résultats d'une enquête menée en Russie, révélant que l'appareil avait été abattu par le système de défense aérienne Pantsir S-1. Il a été rapporté que ce système avait été transféré en Russie depuis la Syrie. L'enquête a également déterminé que des équipements de guerre radio-électronique avaient été utilisés contre l'appareil, et la partie russe a identifié à la fois les personnes ayant tiré sur l'avion et celles ayant donné les ordres.

## Réactions
À la suite du crash, le président de l'Azerbaïdjan Ilham Aliyev, alors en déplacement à Saint-Pétersbourg pour une réunion de la Communauté des États indépendants, décide de revenir dans le pays en urgence. Il décrète un jour de deuil national. Ramzan Kadyrov, chef de la République tchétchène, transmet ses condoléances aux familles des victimes.
Le Kazakhstan et la Russie nient initialement toute implication dans l'accident, affirmant qu'il est nécessaire d'« attendre la fin de l'enquête » avant tout commentaire. Les autorités kazakhes dénoncent des « spéculations » et la Russie des « hypothèses ». Cependant, le 28 décembre 2024, après une discussion entre le président russe et le président azerbaïdjanais, Vladimir Poutine s'excuse « pour le fait que cet incident tragique se soit produit dans l’espace aérien russe », sans pour autant admettre la responsabilité de la Russie dans l'accident. Ses déclarations sont reprises dans un communiqué officiel du Kremlin ,.
Le 29 décembre, après une première réaction prudente, le président Ilham Aliyev change de ton vis-à-vis de Moscou qu'il accuse d'avoir voulu cacher la cause de ce crash survenu quatre jours plus tôt, à savoir des tirs venant du territoire russe, et lui réclame des aveux, des excuses et des compensations. Le 7 janvier 2025, il renouvelle ses accusations, alors que les relations entre les deux voisins se dégradent.
L'Union européenne appelle, par la voix de sa cheffe de la diplomatie Kaja Kallas à une enquête « rapide et indépendante », tout en évoquant un « rappel brutal » du vol Malaysia Airlines 17, abattu par un missile russe au-dessus de l'Ukraine en 2014.